# Ajax (rengøringsmiddel)
 For alternative betydninger, se Ajax. (Se også artikler, som begynder med Ajax)
Ajax er et varemærke for rengøringsprodukter, der blev indført af Colgate-Palmolive i 1947 for en pulveriseret husholdnings-og industriaffalds rengøringsmiddel. Det var et af virksomhedens første store mærker. Rengøringsmidlets ingredienser omfatter natrium dodecylbenzenesulfonat, natriumcarbonat og kvarts.
Ajax navnet blev overført til en gruppe af rengøringsmidler og vaskepulvere, en produktgruppe, der opnåede betydelig succes i 1960'erne og begyndelsen af 70'erne. Ajax universalrengøringsmiddel med ammoniak, der blev introduceret i 1962, var den første store konkurrent til Procter & Gamble ' s Mr. Clean (introduceret i 1958). Ajax' succes som de såkaldte "Hvide Tornado" tvang Procter og Gamble til i 1963 at indføre sit eget rengøringsmiddel med ammoniak, Top Job. 
En lang række rengøringsprodukter blev introduceret i Nordamerika fra 1940'erne og til 1970'erne. I dag sælger Colgate-Palmolive i Nordamerika blot to produkter under brandet Ajax; det oprindelige rense og produktet Ajax Dishwashing Liquid. Colgate-Palmolive solgte i 2005 brandet til brug for vaskemidler i Nordamerika til Phoenix Brands. 
I Australien og New Zealand er Ajax' produkter 'Spray n' Wipe' blandt markedslederne.

## Markedsføring
Det oprindelige Ajax slogan for rensepulveret var "Stronger than dirt!" ("Stærkere end skidt!"), en henvisning til den muskuløse helt Ajax i den græske mytologi. Nogle Ajax opvaskemidler har i dag det varemærkebeskyttede slogan "Stronger than grease!" ("Stærkere end fedt!"), hvilket kan være et ordspil på "Grækenland". Navnet Ajax kan også henvise til et gammel britisk navn for toilet, "the jakes". Et andet tidligt slogan var "Ajax... skummende sæbe!"
Den første slogan blev brugt igen for Ajax Vaskemiddel, da det blev indført i begyndelsen af 1960'erne, i annoncer med en rider på en hvid hest. I slutningen af The Doors' sang "Touch Me", siger Jim Morrison sloganet "Stronger than Dirt".
I Storbritannien optrådte skuespilleren Ann Lancaster i tv-reklamer med sloganet, "It cleans like a white tornado". Colgate ophørte i 1996 med at reklamere for mærket i Storbritannien.
Mærket markedsføres forsat i Danmark og i det øvrige Europa af Colgate-Palmolive.

## Eksterne links
- Ajax produkt side på Colgate forbruger hjemmeside (engelsk)
- Colgate-Palmolives variant af mærkets historie (dansk)